# Риччи, Джованни Баттиста
Джованни Баттиста Риччи (итал. Giovanni Battista Ricci; 1537, Суно, провинция Новара (Пьемонт) — 5 августа 1627, Рим) — живописец итальянского маньеризма. Известен также по прозванию «Иль Новара», по месту рождения. Работал в основном в Риме.

## Биография

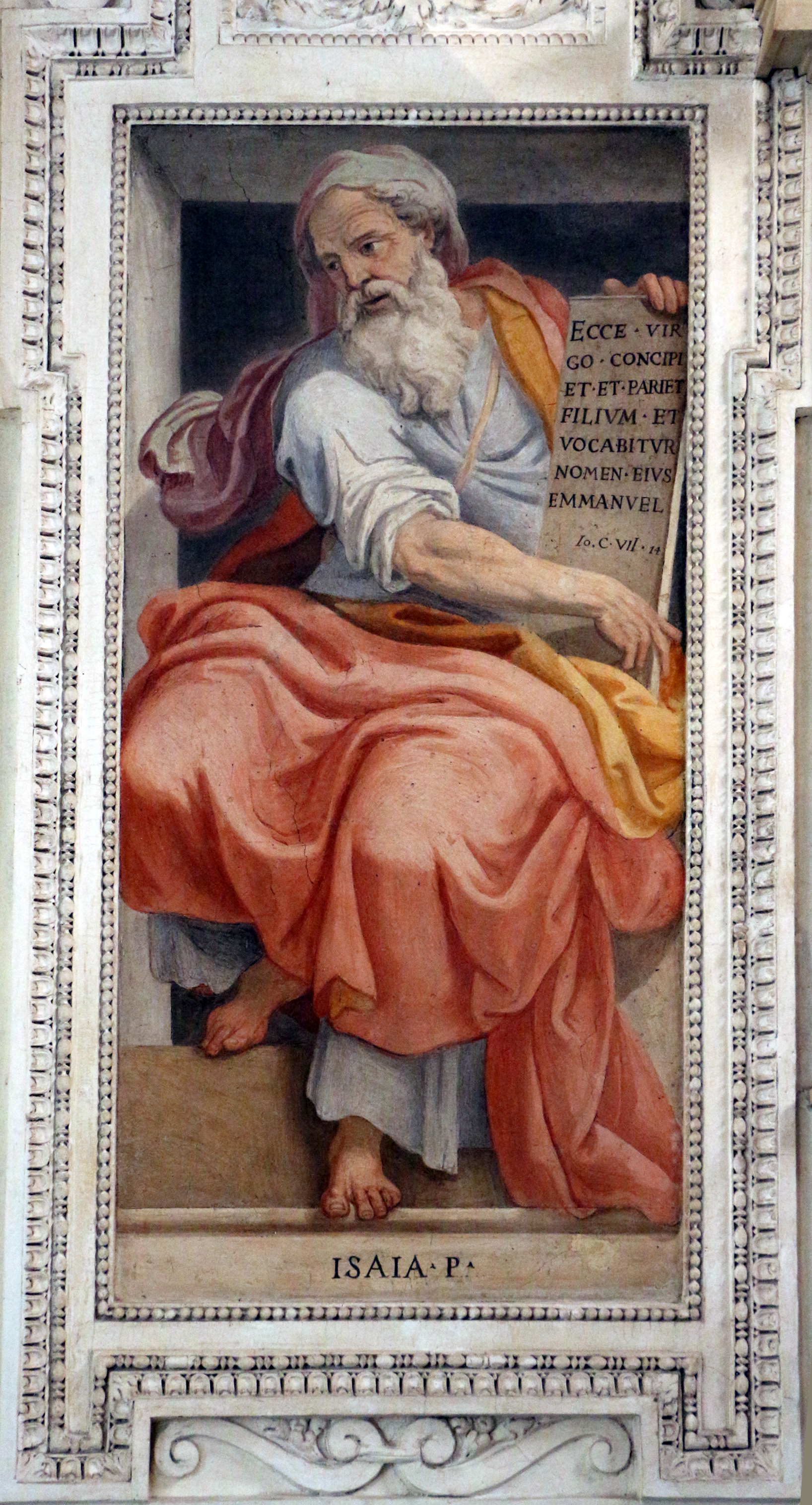
Дж. Б. Риччи, К. Греппи. Пророк Исайя. Деталь фрески капеллы Кастеллани церкви Сан-Франческо-а-Рипа в Риме. 1617—1620

Джованни Баттиста родился в семье Бартоломео, по последним данным, в местечке Суно (Suno), недалеко от Боргоманеро, ныне провинция Новара. Год его рождения неизвестен: по одной из версий около 1545 года, по информации Джованни Бальоне в его «Жизнеописаниях живописцев, скульпторов и архитекторов» (1644) предполагают 1552 год.
В 1581 году, во время понтификата Григория XIII, Риччи переехал из своего родного Пьемонта в Рим. В том же году он был принят в Папскую академию изящных искусств и словесности виртуозов при Пантеоне и в члены Академии Святого Луки; в 1585 году к нему присоединился его брат Бартоломео. На строительных площадках папы Сикста V по реконструкции Рима он был занят постоянно. Дж. Бальоне приписывает ему фрески в Скала Санта, в Латеранском дворце и в Сикстинской библиотеке.
Постепенно работы Риччи в церквях Рима множились, особенно в Юбилейный 1600 год Католической церкви. Он участвовал в создании фресок в нефе церкви Санта-Мария-Маджоре (ок. 1593 г.), в трансепте церкви Сан-Джованни-ин-Латерано. Между 1594 и 1600 годами Риччи писал фрески с «Историями Девы Марии» для апсиды церкви Сан-Марчелло-аль-Корсо, в 1591—1593 и 1599 годах вместе с Джованни Герра участвовал в украшении папского дворца на Квиринале.
Работал для других римских церквей. В 1617—1620 годах сотрудничал с Кристофоро Греппи, художником из Ломбардии, в росписи капеллы Кастеллани церкви Сан-Франческо-а-Рипа. Риччи был превосходным рисовальщиком, работая в основном пером и коричневыми чернилами, хотя известно также несколько набросков мелом.

## Рисунки Джованни Баттиста Риччи

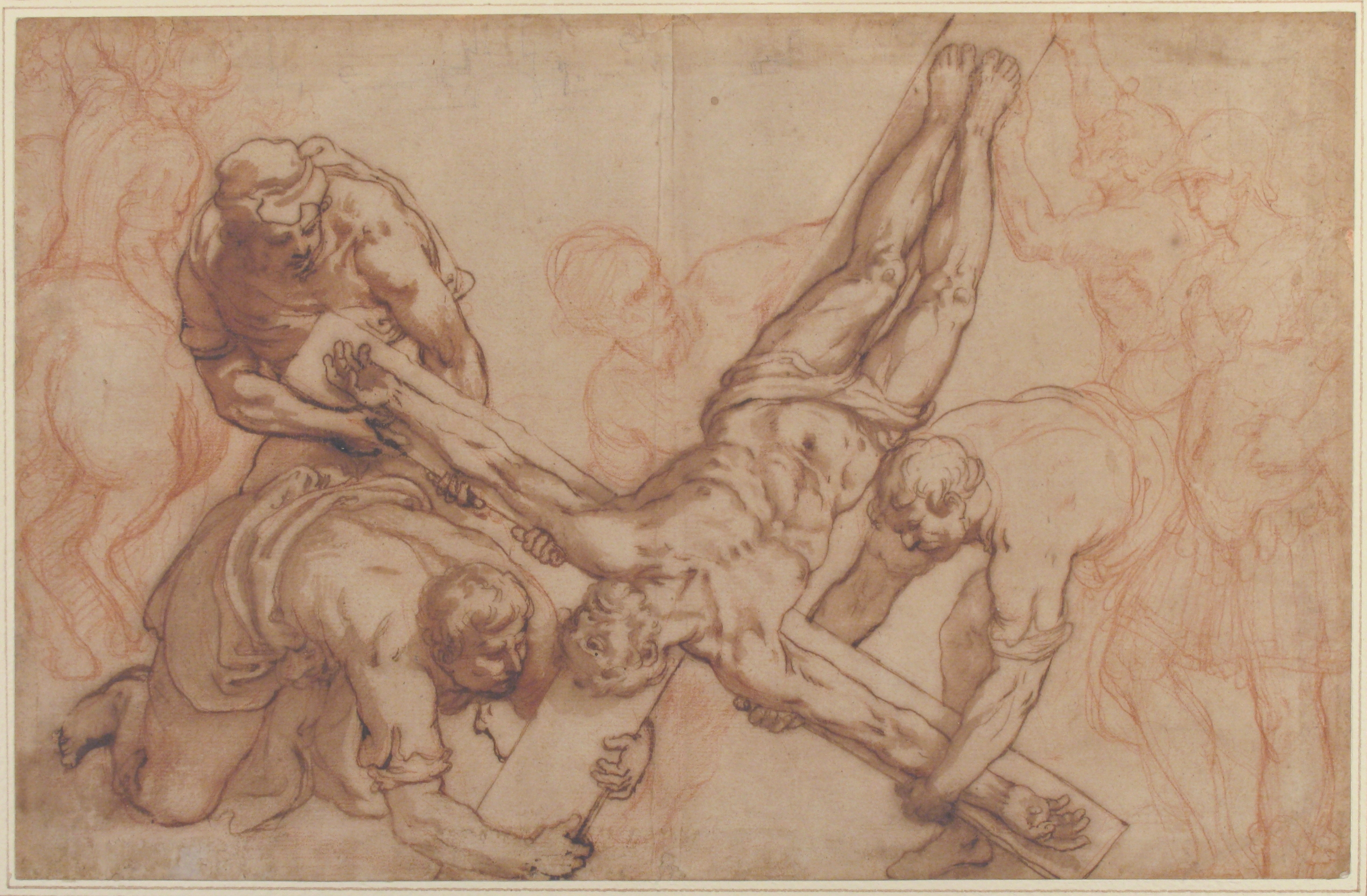
Мучения Святого Петра. Сангина, сепия. Метрополитен-музей, Нью-Йорк
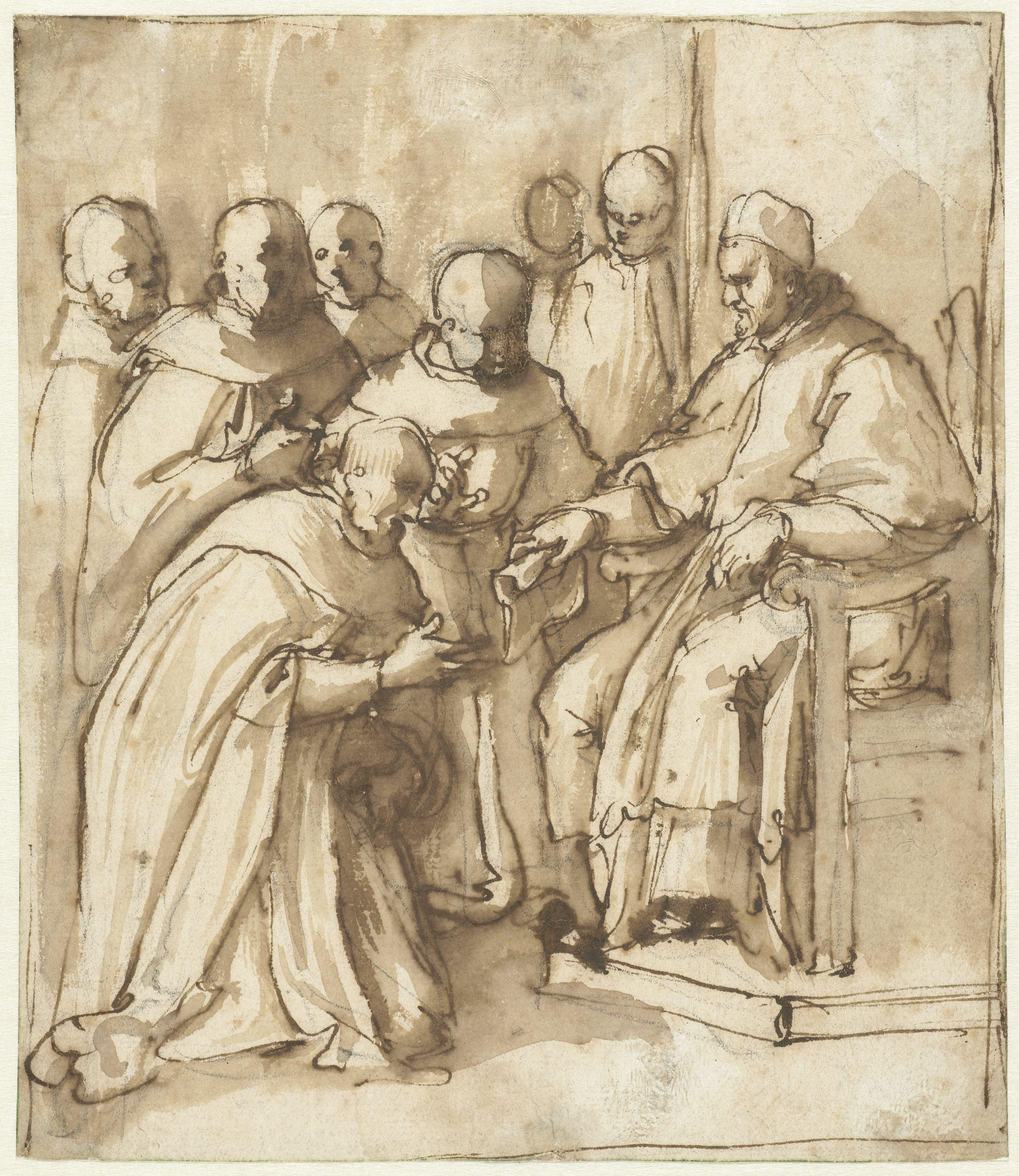
Папа Павел III приказывает доминиканцам учить языки. Кисть, перо, тушь. Рийксмюсеум, Амстердам
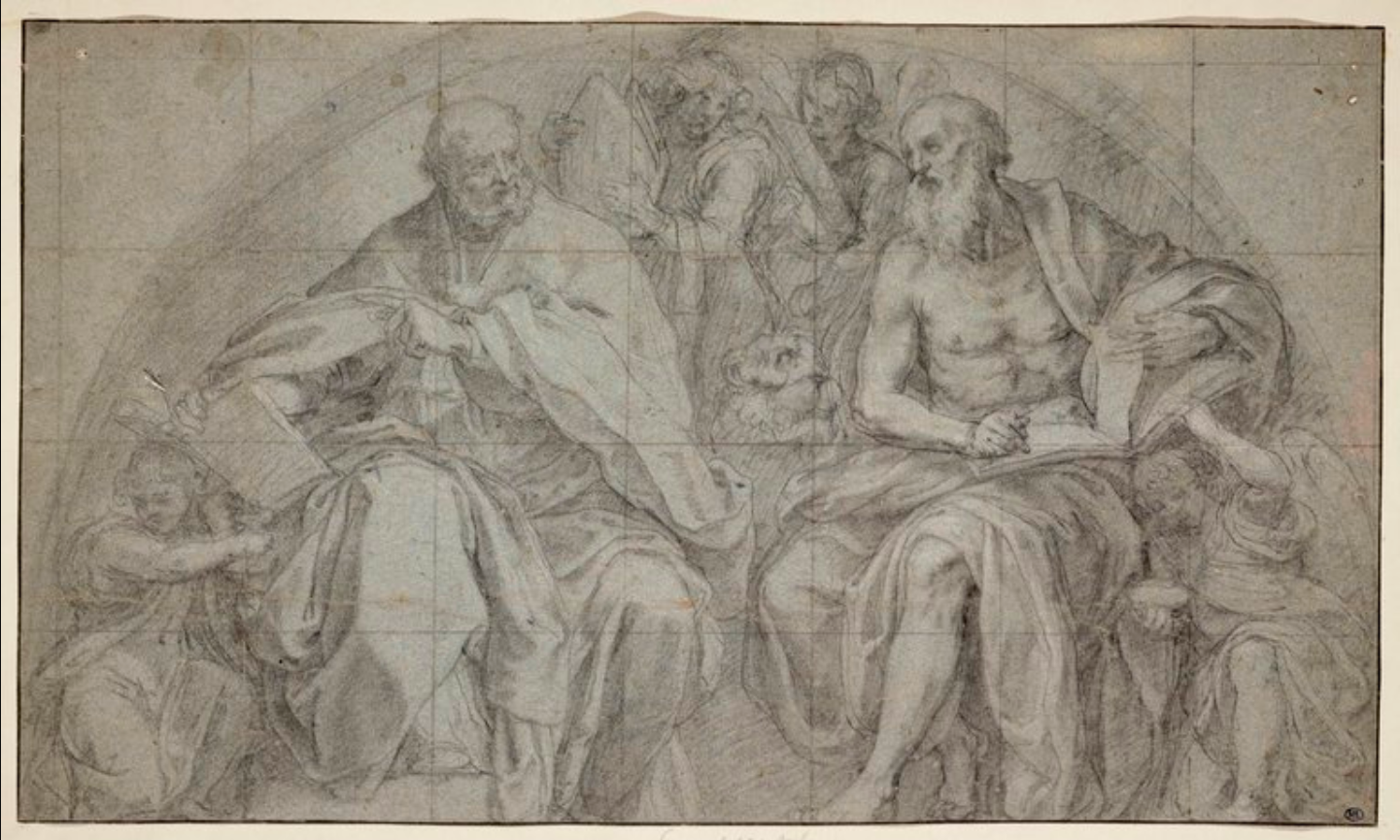
Святые Августин и Иероним. 1601. Уголь, мел. Лувр, Париж
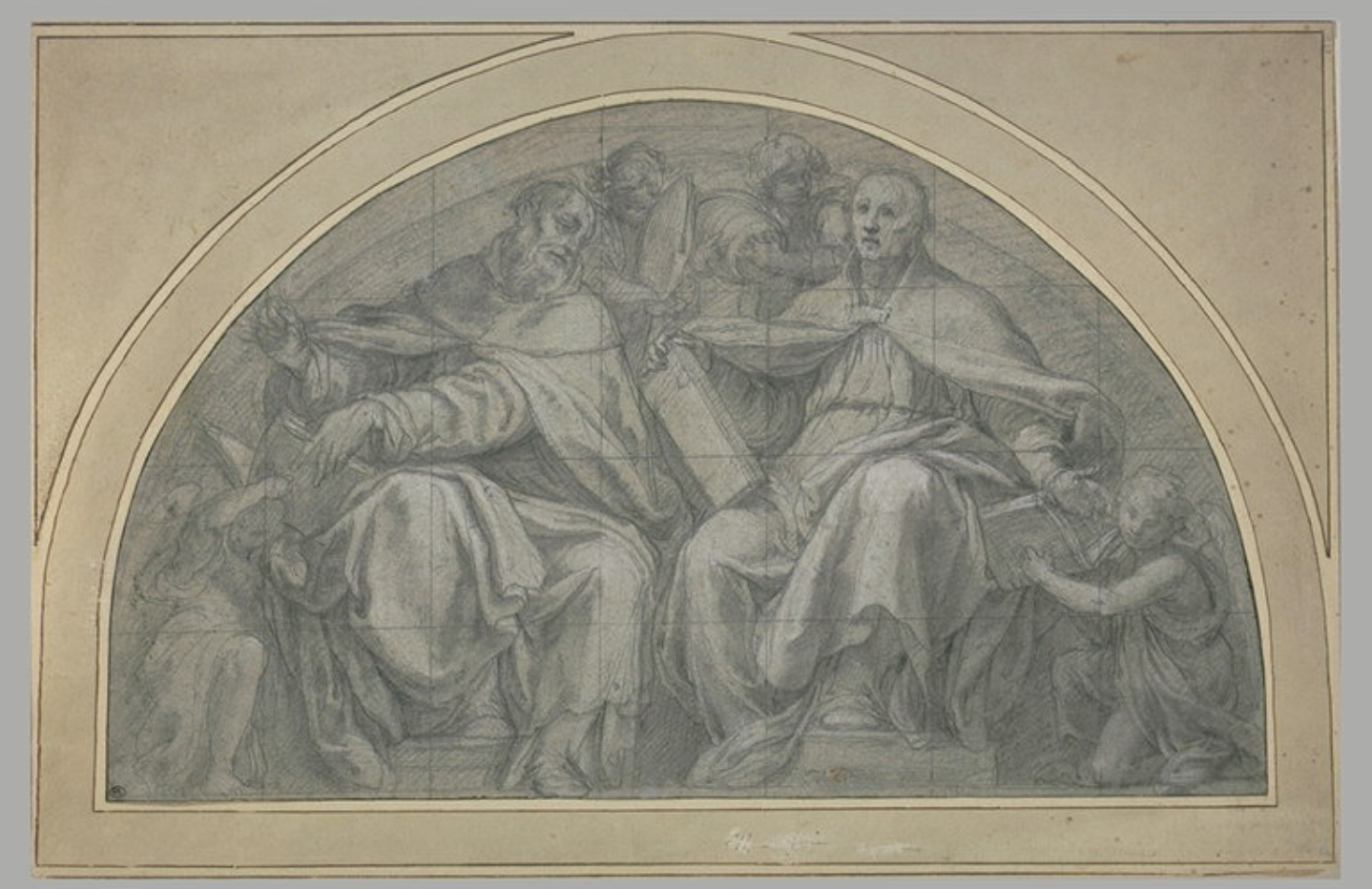
Святые Амвросий и Григорий. Подготовительные рисунки к росписи люнетов капеллы Черази церкви Санта-Мария-дель-Пополо. Рим. 1601.Уголь, мел. Лувр, Париж